# Dmitrij Rostowcew (biegacz narciarski)
Dmitrij Jurjewicz Rostowcew (ros. Дмитрий Юрьевич Ростовцев; ur. 3 czerwca 1993) – rosyjski biegacz narciarski, czterokrotny medalista mistrzostw świata juniorów i brązowy medalista mistrzostw świata młodzieżowców.

## Kariera
Po raz pierwszy na arenie międzynarodowej Dmitrij Rostowcew pojawił się 13 listopada 2010 roku w Muonio, gdzie w zawodach juniorskich zajął 18. miejsce w biegu na 10 km stylem klasycznym. W 2011 roku wystartował na olimpijskim festiwalu młodzieży Europy w Libercu, gdzie był między innymi dziewiąty w biegu na 7,5 km stylem dowolnym. Rok później wystąpił na mistrzostwach świata juniorów w Erzurum, zdobywając wspólnie z kolegami z reprezentacji złoty medal w sztafecie, w biegu łączonym na 20 km był czwarty. Ponadto na mistrzostwach świata juniorów w Libercu w 2013 roku Rosja z Rostowcew w składzie zdobyła kolejny złoty medal w sztafecie, w startach indywidualnych Rosjanin był najlepszy w biegu łączonym i biegu na 10 km techniką dowolną. W 2015 roku wystąpił na mistrzostwach świata młodzieżowców w Ałmaty, zdobywając brązowy medal w biegu łączonym. W zawodach tych wyprzedzili go jedynie Norweg Magne Haga oraz Clément Parisse z Francji.
W zawodach Pucharu Świata zadebiutował 12 grudnia 2015 roku w Davos, zajmując 50. miejsce na dystansie 30 km stylem dowolnym. Jak dotąd nie zdobył pucharowych punktów. Nie startował także na igrzyskach olimpijskich ani mistrzostwach świata.

## Osiągnięcia

### Mistrzostwa świata juniorów
| Miejsce | Dzień       | Rok  | Miejscowość | Konkurs                  | Wynik       | Strata  | Zwycięzca         |
| ------- | ----------- | ---- | ----------- | ------------------------ | ----------- | ------- | ----------------- |
| 4.      | 24 lutego   | 2012 | Erzurum     | 20 km łączony            | 50:28,8 min | +30,3 s | Siergiej Ustiugow |
| 1.      | 26 lutego   | 2012 | Erzurum     | Sztafeta 4x5 km          | 49:10,5 min | —       | —                 |
| 18.     | 21 stycznia | 2013 | Liberec     | Sprint stylem klasycznym | —           | —       | Lennart Metz      |
| 1.      | 23 stycznia | 2013 | Liberec     | 10 km stylem dowolnym    | 23:32,5 min | —       | —                 |
| 1.      | 25 stycznia | 2013 | Liberec     | 2x10 km bieg łączony     | 47:40,2 min | —       | —                 |
| 1.      | 27 stycznia | 2013 | Liberec     | Sztafeta 4 x 5 km        | 45:35,5 min | —       | —                 |

### Mistrzostwa świata młodzieżowców
| Miejsce | Dzień     | Rok  | Miejscowość | Konkurs                 | Wynik       | Strata      | Zwycięzca            |
| ------- | --------- | ---- | ----------- | ----------------------- | ----------- | ----------- | -------------------- |
| 8.      | 5 lutego  | 2015 | Ałmaty      | 15 km stylem dowolnym   | 35:55.3 min | +1:07.8 min | Florian Notz         |
| 3.      | 7 lutego  | 2015 | Ałmaty      | 30 km - bieg łączony    | 1:19:26.3 h | +2.6 s      | Magne Haga           |
| 5.      | 23 lutego | 2016 | Râșnov      | 15 km stylem klasycznym | 40:02,0 min | +1:00,9 min | Jens Burman          |
| 8.      | 25 lutego | 2016 | Râșnov      | 15 km stylem dowolnym   | 31:13,3 min | +54,2 s     | Simen Hegstad Krüger |

### Uniwersjada
| Miejsce | Dzień       | Rok  | Miejscowość | Konkurencja                            | Czas biegu  | Strata | Zwycięzca      |
| ------- | ----------- | ---- | ----------- | -------------------------------------- | ----------- | ------ | -------------- |
| 2.      | 30 stycznia | 2017 | Ałmaty      | 10 km stylem klasycznym                | 25:12,0 min | +8,9 s | Walerij Gontar |
| 1.      | 31 stycznia | 2017 | Ałmaty      | 10 km stylem dowolnym                  | 26:12,5 min | —      | —              |
| 15.     | 2 lutego    | 2017 | Ałmaty      | Sprint stylem klasycznym               | —           | —      | Iwan Lyuft     |
| 1.      | 6 lutego    | 2017 | Ałmaty      | Sztafeta 4 x 7,5 km                    | 1:12:49,3 h | —      | —              |
| 1.      | 8 lutego    | 2017 | Ałmaty      | 30 km stylem klasycznym (start masowy) | 1:19:37,5 h | —      | —              |

### Puchar Świata

#### Miejsca w klasyfikacji generalnej
| Sezon     | Miejsce           |
| --------- | ----------------- |
| 2015/2016 | niesklasyfikowany |

#### Miejsca na podium chronologicznie
Rostowcew nigdy nie stanął na podium zawodów PŚ.

#### Miejsca w poszczególnych konkursachPucharu Świata
| Sezon 2015/2016 |                      |                      |    |                            |                       |                    |                      |                         |                         |                            |                            |                        |                           |                        |                              |                              |     |                      |                                      |                     |                     |                        |                       |                       |                    |                       |                      |                           |                    |                       |                     |                        |                         |                         |     |        |        |        |        |        |        |        |        |        |        |        |        |        |        |        |        |        |        |        |        |        |        |        |        |        |
| Ruka 27.11 (SP C) | Ruka 28.11 (10 km F) | Ruka 29.11 (15 km C) | RT | Lillehammer 5.12 (2×15 km) | Davos 12.12 (30 km F) | Davos 13.12 (SP F) | Toblach 19.12 (SP F) | Toblach 20.12 (15 km C) | Lenzerheide 1.01 (SP F) | Lenzerheide 2.01 (30 km C) | Lenzerheide 3.01 (10 km F) | Oberstdorf 5.01 (SP C) | Oberstdorf 6.01 (15 km C) | Toblach 8.01 (10 km F) | Val di Fiemme 9.01 (15 km C) | Val di Fiemme 10.01 (9 km F) | TdS | Planica 16.01 (SP F) | Nové Město na Moravě 23.01 (15 km F) | Drammen 3.02 (SP C) | Oslo 6.02 (50 km C) | Sztokholm 11.02 (SP C) | Falun 13.02 (10 km C) | Falun 14.02 (15 km F) | Lahti 20.02 (SP F) | Lahti 21.02 (2×15 km) | Gatineau 1.03 (SP F) | Montreal 2.03 (17,5 km C) | Quebec 4.03 (SP F) | Quebec 5.03 (15 km F) | Canmore 8.03 (SP C) | Canmore 9.03 (2×15 km) | Canmore 11.03 (15 km F) | Canmore 12.03 (15 km C) | STK | punkty | punkty | punkty | punkty | punkty | punkty | punkty | punkty | punkty | punkty | punkty | punkty | punkty | punkty | punkty | punkty | punkty | punkty | punkty | punkty | punkty | punkty | punkty | punkty | punkty |
| - | -                    | -                    | -  | -                          | 50                    | -                  | -                    | -                       | -                       | -                          | -                          | -                      | -                         | -                      | -                            | -                            | -   | -                    | -                                    | -                   | -                   | -                      | -                     | -                     | -                  | -                     | -                    | -                         | -                  | -                     | -                   | -                      | -                       | -                       | -   | 0      | 0      | 0      | 0      | 0      | 0      | 0      | 0      | 0      | 0      | 0      | 0      | 0      | 0      | 0      | 0      | 0      | 0      | 0      | 0      | 0      | 0      | 0      | 0      | 0      |
| Legenda |                      |                      |    |                            |                       |                    |                      |                         |                         |                            |                            |                        |                           |                        |                              |                              |     |                      |                                      |                     |                     |                        |                       |                       |                    |                       |                      |                           |                    |                       |                     |                        |                         |                         |     |        |        |        |        |        |        |        |        |        |        |        |        |        |        |        |        |        |        |        |        |        |        |        |        |        |
| 1 2 3 4-10 11-30 31-100 Dyskwalifikacja - – zawodnik nie wystartował TdS – Tour de Ski DNS – Zawodnik został zgłoszony do biegu, ale w nim nie wystartował DNF – Zawodnik nie ukończył biegu |                      |                      |    |                            |                       |                    |                      |                         |                         |                            |                            |                        |                           |                        |                              |                              |     |                      |                                      |                     |                     |                        |                       |                       |                    |                       |                      |                           |                    |                       |                     |                        |                         |                         |     |        |        |        |        |        |        |        |        |        |        |        |        |        |        |        |        |        |        |        |        |        |        |        |        |        |